# ウルグアイの歴史
この項目では、ウルグアイ東方共和国の歴史について述べる。

## 概要
先コロンブス期の現在のウルグアイに相当する地域には、狩猟民族のチャルーア人や、農耕民族のグアラニー人が居住していた。1516年にこの地域を最初に訪れたヨーロッパ人はスペインのフアン・ディアス・デ・ソリスであった。ラプラタ川の東岸に位置したウルグアイは、植民地時代にはバンダ・オリエンタルと呼ばれ、他のインディアス植民地に比べると相対的に開発が進まないまま、北方のブラジルから進出してきたポルトガル人と、ブエノスアイレスを拠点にするスペイン人の争奪の対象となり、1680年にポルトガルが建設したコロニア・ド・サクラメントと1726年にスペインが建設したモンテビデオが屡々火花を散らした。19世紀に入り、ラテンアメリカ諸国の独立運動が進むと、リオ・デ・ラ・プラタ副王領の一部であったバンダ・オリエンタルには、ブエノスアイレス主導の独立運動に対して旧副王領全体の独立運動の主導権を握りかけたホセ・ヘルバシオ・アルティーガスが登場したが、アルティーガスが1820年にポルトガル軍に敗れた後は、この地域の自立的な独立運動は進まず、1820年代のシスプラティーナ戦争の帰結として、イギリスの調停によって1828年にウルグアイ東方共和国として独立を達成した。独立後も長らく大戦争（1839年 - 1851年）のように、国内の親アルゼンチン派のブランコ党と親ブラジル派のコロラド党の内乱が続き、また、幾度となく続いたウルグアイの内乱はパラグアイの三国同盟戦争（1864年 - 1870年）の一因ともなった。このように不安定だったウルグアイが安定した統治を確立するのは20世紀初頭のホセ・バッジェ・イ・オルドーニェス大統領の大改革の後であり、以後20世紀前半のウルグアイは「南アメリカのスイス」とも評される稀有な民主主義国家となった。しかしながら、1955年よりそれまでの一次産品輸出志向型経済が行き詰まりを迎え、1960年代には深刻化する経済危機を背景に都市ゲリラ、トゥパマロスが活動するようになり、1973年にトゥパマロス鎮圧を果たした軍部によってクーデターが実施され、長らく民主主義の伝統を保っていたウルグアイの民主体制は崩壊した。クーデター後、軍事政権はネオリベラリズム政策と強権統治に訴えたが、このような統治を望まなかったウルグアイ人およそ50万人が国を捨てて出国し、更に軍政を合法化しようとした1981年の国民投票が否決されたこともあって、1985年に民政移管した。民政移管後暫くは19世紀以来のコロラド党とブランコ党の二大政党制が継続したものの、2005年の大統領選挙では中道左派政党拡大戦線のタバレ・バスケスが当選し、ウルグアイの二大政党制に終止符を打った。

## 先コロンブス期 （先史時代-16世紀）

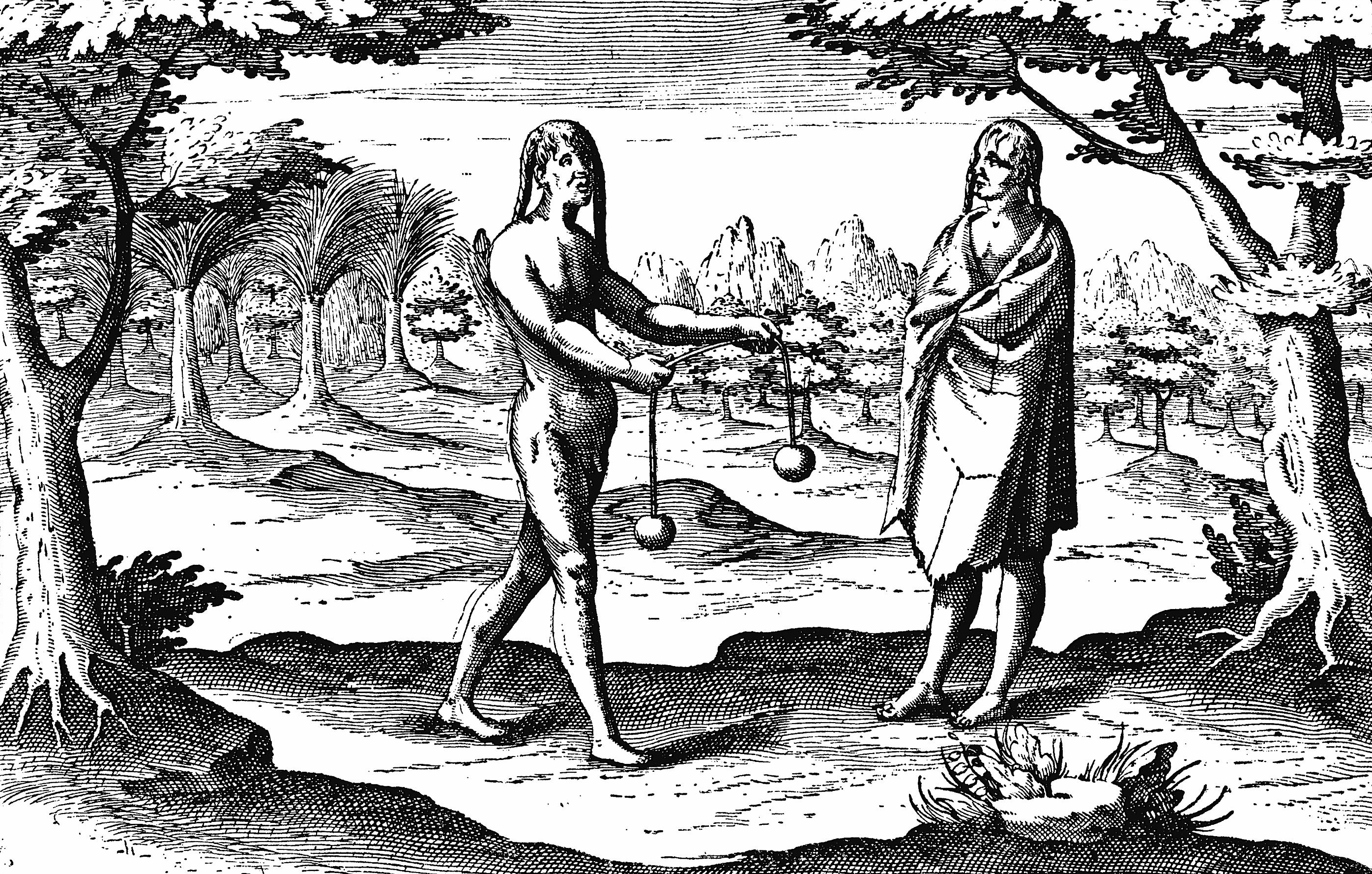
『ウルグアイの先住民』、Hendrick Ottsen(1603年)。

ヨーロッパ人到来以前の現在のウルグアイに相当する領域には、アンデス山脈に位置したインカ帝国（タワンティンスーユ）の権威は及ばず狩猟、採集によって生計を立てるチャルーア人や、原始的な農耕を行うグアラニー人といった部族が居住しており、彼等が描いた壁画が現在もチャマンガに残っている。

## スペイン植民地時代（1516年-1811年）
1492年にクリストーバル・コロン（クリストファー・コロンブス）がアメリカ大陸を「発見」すると、南北アメリカ大陸全体にヨーロッパ人の征服者が押し寄せた。現在のウルグアイに相当するラ・プラタ川の河口部にも、1516年にスペインの探検家フアン・ディアス・デ・ソリスが初のヨーロッパ人として到達した。しかし、先住民を征服しようとしたソリスは、逆にチャルーア族に殺害されてしまった。1519年にはフェルナン・デ・マガリャンイス（フェルディナンド・マゼラン）の船団がこの地を訪れ、1526年のセバスティアーノ・ガボートの探検隊が後に続き、ガボートはパラナ川にまで到達した。ヨーロッパ人の到来以降、この地の住民はインディオと呼ばれるようになった。
平坦な丘陵が続き、特に鉱物資源が無く、チャルーア人のような強力なインディオが支配していたこの地はスペイン植民地の中でも特に植民が遅れることになったが、1574年にはスペイン人による初の入植地であるサン・サルバドルが現在のドローレスに建設された。その後1603年にスペイン人が牛を放牧すると、以降この地には爆発的に野生の牛馬が増殖し、やがてこれを取り合ってのスペイン、ポルトガル両国の争いが始まり、バンダ・オリエンタル（ウルグアイ川東岸地帯）は両国の係争地帯となった。こうした中で、1624年に現在まで残る最初の村落ヴィジャ・ソリアーノが、スペインのイエズス会伝道団によってネグロ川とウルグアイ川流域（現ソリアノ県西部）に建設された。
南米に於けるスペインとポルトガルの抗争は、現在のパラグアイ一帯に存在したイエズス会の布教村落をポルトガル領ブラジルから侵入した奥地探検隊バンデイランテスが襲撃し、はじめて住民のグアラニー系インディオをブラジルに奴隷として連行した1629年より激化し、1641年にポルトガル勢力がムボロレーの戦いでイエズス会に敗北してからは一時的な小康を見せたが、1680年にブラジルから侵入したポルトガル人が、トルデシリャス条約を無視して、ブエノスアイレスとの密貿易のためにコロニア・ド・サクラメントを建設したことによってこの争いは再び激化した。コロニアは密輸の拠点として栄え、幾度もスペインとポルトガルの間で帰属を変えた。1726年にブエノスアイレス総督ブルーノ・マウリシオ・デ・サバーラは、コロニアのポルトガル人に対抗するために、ラ・プラタ川河口の東岸にモンテビデオを建設した。1750年のマドリード条約によってスペインはコロニア・ド・サクラメントを得る代わりにその他の全てのバンダ・オリエンタルを放棄し、1761年のエル・パルド条約でコロニアをも放棄したが、最終的に1777年のサン・イルデフォンソ条約により、バンダ・オリエンタルと全ミシオネスのスペイン領有が確定した。また、ウルグアイ川東岸の7つの布教村落の帰属を巡って、1754年と1756年にイエズス会士と伝道地のグアラニー人がスペイン、ポルトガル勢力を相手にグアラニー戦争を起こしている。この事件の後、スペイン領からイエズス会が追放されたのは1767年であった。
このスペインとポルトガルの係争の最中に入植したスペイン人は、土着化してクリオーリョとなった。バンダ・オリエンタルには家内奴隷としてアフリカから極少数の黒人が連行され、スペイン人とポルトガル人の戦いの最中にもチャルーア人を始めとするインディオ諸族とクリオーリョの戦いが続いた。家畜を追って生計を立てるガウーチョと呼ばれる人々も登場し、彼等による独自の文化様式が栄えた。

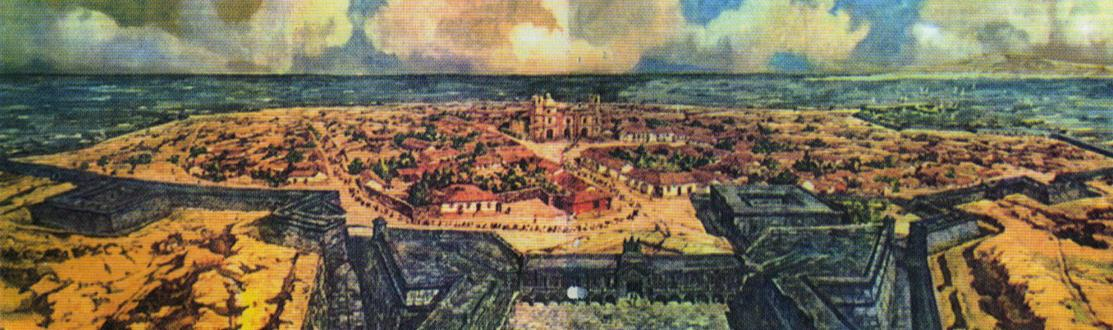
18世紀のモンテビデオ。

1776年にはカルロス3世によるボルボン改革によって、ペルー副王領から現在のアルゼンチン、ウルグアイ、パラグアイ、ボリビアを包括する地域がブエノスアイレスを主都としたリオ・デ・ラ・プラタ副王領として分離され、モンテビデオはブエノスアイレスに次ぐ副王領内で第二の港として成長することになった。18世紀後半になると、ブエノスアイレスのクリオーリョ達は自由貿易を望むようになった。
1789年にフランス革命が勃発してヨーロッパの政情が大混乱に陥ると、本国スペインがフランスと同盟したため、1806年にイギリス軍がラ・プラタ地域を侵略し、ブエノスアイレスから撤退してきたイギリス軍によりモンテビデオが占領されたが、ブエノスアイレスではポルテーニョ民兵隊によってイギリス軍が破られ、1807年にイギリス軍は撤退した。この戦いにより一時的に自由貿易を経験したポルテーニョ達の間には、自由貿易実践への欲望と、更なる自治への自信が芽生えた。
1808年にフランス皇帝ナポレオン・ボナパルトがスペイン国王のフェルナンド7世を追放して、兄のジョゼフをスペイン王ホセ1世に据えると、インディアス植民地は偽王への忠誠を拒否した。フェルナンド7世の退位を認めなかったポルテーニョ達は、1810年5月にブエノスアイレスでカビルド・アビエルト（開かれた議会）を開き、五月革命が達成されてコルネリオ・サーベドラやマリアーノ・モレーノを始めとするクリオーリョがスペイン人から権力を奪取したが、バンダ・オリエンタルはコルドバ、パラグアイ、アルト・ペルーと共にブエノスアイレスのこの措置を認めなかった。

## 独立戦争（1811年-1828年）

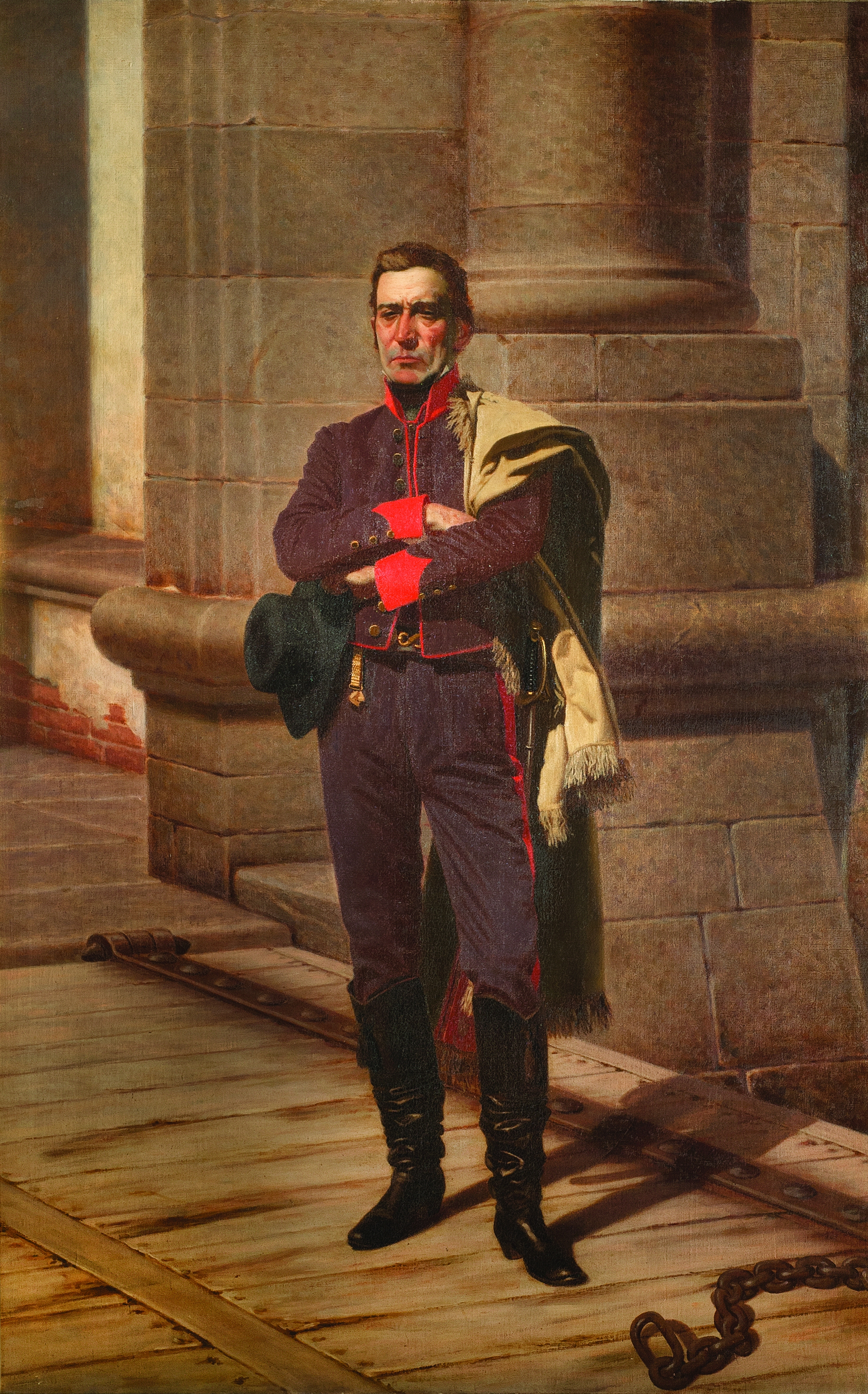
連邦同盟の代表者、ホセ・ヘルバシオ・アルティーガス。ブエノスアイレスの中央集権主義に対抗し、連邦同盟の諸州の先頭に立って戦い続けた。アルゼンチンの国旗に連邦主義の赤を加え、アルティーガスの旗を制定した。ウルグアイでは建国の父と呼ばれている。

1816年のリオ・デ・ラ・プラタ連合州の勢力地図。青はトゥクマン議会によって成立したブエノスアイレス政府。赤はアルティーガスの連邦同盟。

連邦同盟の旗。

ブエノスアイレスから追放されたラ・プラタ副王は、五月革命を認めなかったバンダ・オリエンタルの首都モンテビデオに移転し、ハビエル・エリオが新たに副王となり、1811年2月にブエノスアイレス政府に対して宣戦布告した。
しかし、同年ブエノスアイレスの独立運動と呼応した、バンダ・オリエンタルのホセ・ヘルバシオ・アルティーガスが民兵隊を率いて蜂起し、バンダ・オリエンタルでも独立運動が始まった。アルティーガスはモンテビデオを包囲したが、10月にブエノスアイレス政府がアルト・ペルー攻略のために副王と休戦すると、バンダ・オリエンタルとブエノスアイレスの独立運動に相互の齟齬が生じた。1813年6月のリオ・デ・ラ・プラタの憲法制定議会には、アルティーガス派の代表の出席は認められず、ここに来てバンダ・オリエンタルとブエノスアイレスの対立は決定的なものになった。1814年6月にはブエノスアイレス軍が王党派からモンテビデオを攻略したが、これに呼応して同年にアルティーガスは東方州を拠点に、コルドバ州、サンタフェ州、エントレ・リオス州、コリエンテス州と共に連邦同盟を創設し、1815年1月にはアルティーガス派がモンテビデオをブエノスアイレス軍から攻略し、6月29日にスペインからの独立を宣言した。また、同年パイサンドゥーに野営していたアルティーガスによって、東方州ではラテンアメリカ初となる農地改革令が発令された。スペインの哲学者ホベジャーノスの思想的影響を受け、工業化と国民統合の進展を視野に入れた農地改革令によって 、国外に亡命していた不在地主のラティフンディオが没収され、「主たる権利」を有するインディオや貧しい愛国者に分配された。
このように、リオ・デ・ラ・プラタ副王領全域に各州が対等の権利を持ったアメリカ合衆国のような国家を創設し、連邦主義と保護貿易を図るアルティーガス派と、ブエノスアイレスによる中央集権と自由貿易を図るブエノスアイレスの対立は激しさを増し、1816年7月16日にブエノスアイレス主導でリオ・デ・ラ・プラタ連合州の独立が宣言されたトゥクマン議会が開かれたが、アルティーガス派の代表は出席せず、8月にポルトガル軍がブラジルから侵攻すると（Invasión luso-brasileña）、アルティーガス軍は厳しい立場に立たされ、ブエノスアイレス軍とポルトガル軍を敵に回してゲリラ戦を続けることになった。1817年にはポルトガルのレコール将軍によってモンテビデオが攻略され、アルティーガス派はその後も抵抗を続けたが、ブエノスアイレスがポルトガル軍の侵攻を黙認したために後が無くなったアルティーガスは、1820年にタクアレンボーの戦いで破れ、パラグアイに亡命した。

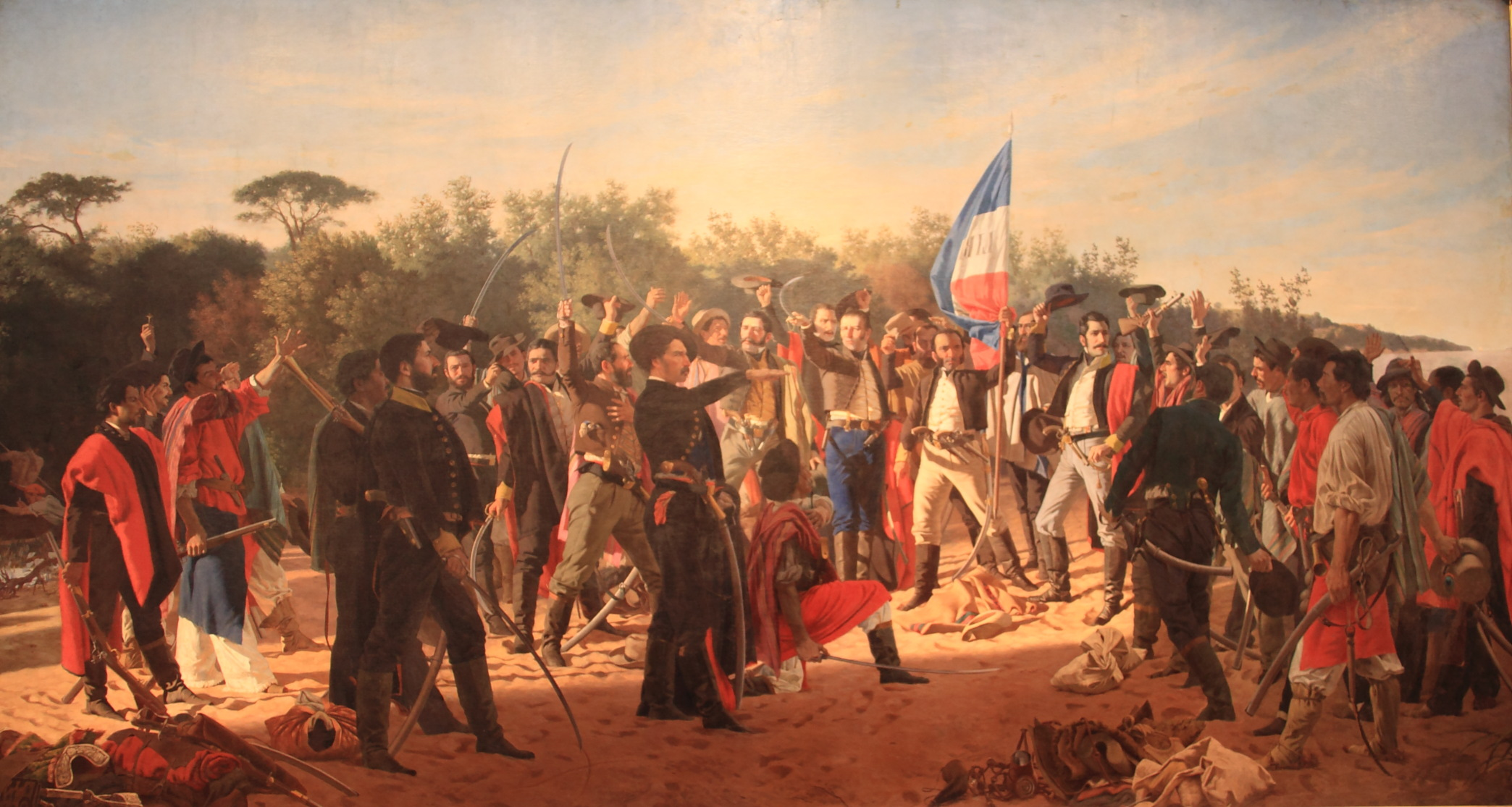
33人の東方人の誓い。

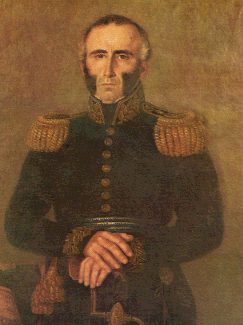
フアン・アントニオ・ラバジェハ。

1820年にアルティーガス軍がポルトガル＝ブラジル連合王国軍に敗れると、1821年に東方州はシスプラチナ州（ラ・プラタ川手前の州の意）としてポルトガル・ブラジル連合王国の一部となった。アルティーガスの失脚後、ブラジルと結んだモンテビデオの寡頭支配層によって農地改革や保護貿易は取り消され、バンダ・オリエンタルで大土地所有制度が復活した。
一方、ラ・プラタ川の西側でも1820年に反乱軍と政府軍が激突したセペーダの戦いによりラ・プラタ連合州の中央政府は崩壊し、以降暫く無政府状態が続いたが、次第に東方州のブラジルへの編入を見逃したことへの批判と、連合州への奪還の声がリトラル三州を中心にした旧連邦同盟の諸州に上がり、1825年1月に連合州は基本法を制定してブエノスアイレス州に外交権を移譲した。同年、元ブエノスアイレス内務大臣だった中央集権派のベルナルディーノ・リバダビアが連合州の初代大統領に就任し、戦争の準備が整うと、フアン・アントニオ・ラバジェハ将軍に率いられてブエノスアイレスから潜入した33人の東方人がブラジル帝国に対してゲリラ戦を展開し、フロリダ会議で東方州の独立と、リオ・デ・ラ・プラタ連合州との合併を宣言した。ブラジル皇帝ペドロ1世は激怒し、同年ブラジルが連合州に宣戦布告したことによりシスプラティーナ戦争が勃発した。
戦争の最中に連合州は国名をアルヘンティーナ（アルゼンチン）に改名していたが、アルゼンチン＝東方州連合軍は順調に勝利を重ね、1827年2月のイツサンゴの戦いでの勝利によりアルゼンチンの優位は決定的になった。しかし、アルゼンチン内での連邦派と統一派の対立、特にリバダビアの採った中央集権憲法とブエノスアイレスの連邦直轄首都化は国内全ての層の猛反対を呼び、とても戦争が継続できる状態ではなくなったため、1828年4月28日にイギリスの仲介でモンテビデオ条約が結ばれた。この条約ではラ・プラタ川の両岸を領有することでアルゼンチンの勢力が伸張することを恐れたイギリスの意向が強く反映され、その結果1828年8月にバンダ・オリエンタルはウルグアイ東方共和国として独立を果した。
文化面においては、連邦同盟の軍人だったバルトロメ・イダルゴによってガウチョ文学が創始された。イダルゴはガウチョを古いヨーロッパを克服しようとする存在として描き、イダルゴによってイスパノアメリカの詩はヨーロッパから分岐した。

## 大戦争と三国同盟戦争（1828年-1870年）

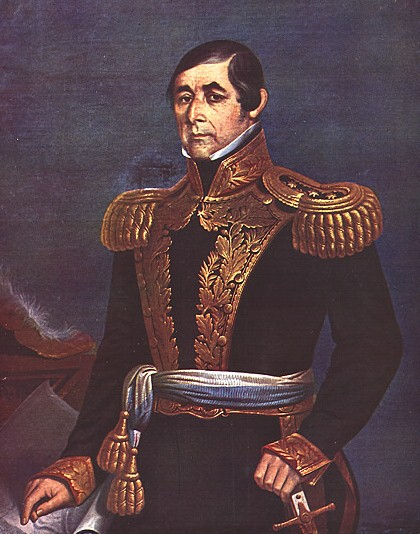
事実上の初代大統領にしてコロラド党の創設者、フルクトゥオソ・リベラ。

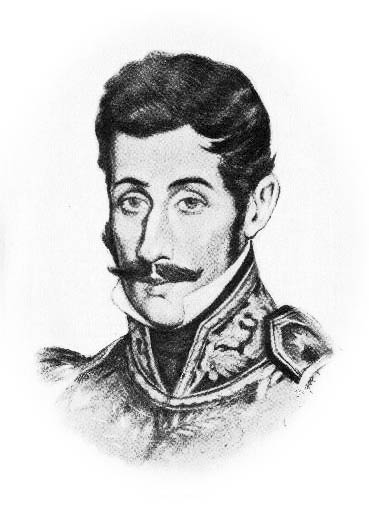
事実上の第二代大統領にしてブランコ党の創設者、マヌエル・オリベ。

こうして、かつてのバンダ・オリエンタルの領域のうち北東部の大部分はブラジル帝国に占領され続け、その地域はリオ・グランデ・ド・スル州の一部となりながらイギリスとブラジルの思惑により、人口74,000人の緩衝国家としてウルグアイは独立した。1830年7月18日に制定された1830年憲法では大統領の非常大権が認められ、実質的な初代大統領にはフルクトゥオソ・リベラが選出された。ウルグアイ大統領は憲法で強力な権力を認められていたが、このことは内政の不安定要因となった。
ウルグアイが独立した際に、インディオは極少数が存在するのみだったが、彼等は新国家の安全保障の脅威と見られた。1831年にサルシプエデス川の虐殺で、ウルグアイ政府軍が先住民のチャルーア族を騙し討ちにして破り、ウルグアイにて民族集団としてのチャルーア族は絶滅した。
1835年3月にマヌエル・オリベが大統領に就任したが、1836年1月にリベラはオリベ政権に反旗を翻し、1836年9月のカルピンテリアの戦いでオリベが白、リベラが赤の徽章を身につけたことから、同年オリベが大土地所有者、親アルゼンチン、親アルゼンチン連邦派による保守的な国民党（ブランコ党、白）を、リベラが都市中産階級、親ブラジル、親アルゼンチン統一派による自由主義的なコロラド党（赤）を結成した。当時フランスはラ・プラタ地域への進出を試み、その足掛かりとしてコロラド党を支援していたが、1838年3月にフランスがアルゼンチンのフアン・マヌエル・デ・ロサスに対してブエノスアイレス港を艦隊で封鎖したことは、ロサスやラバジェハといった連邦派と親しかったオリベ政権にそのままダメージとなり、結局このようなフランスの干渉政策によって1838年10月にオリベ政権はリベラに敗れ、崩壊した。
新たに成立した自由主義的なリベラ＝コロラド党政権はアルゼンチン統一派の亡命者やフランスの支持が大きな成立の要素となったが、同時にアルゼンチン統一派の亡命政府もモンテビデオに樹立された。アルゼンチンのロサスは連邦派の立場からこれらを承認しなかったために、1839年2月にリベラ政権はアルゼンチン連合に宣戦布告し、大戦争（西: Guerra Grande、1839年 - 1851年）が勃発した。アルゼンチン統一派を主体とするリベラ軍はアルゼンチン北部のコリエンテス州、エントレ・リオス州に攻撃を加え、1842年6月にはロサスの政治に対してコリエンテス州、サンタフェ州がアルゼンチンからの独立を宣言したが、1842年10月にオリベとフスト・ホセ・デ・ウルキーサに指揮されたアルゼンチン軍が、エントレ・リオス州のアロヨ・グランデの戦いでウルグアイ軍（リベラ軍、ジュゼッペ・ガリバルディも参加）を破ると、以降の戦線はウルグアイ領内に移行した。1843年にはオリベ軍がモンテビデオを包囲し、1845年3月にインディア・ムエルタの戦いでオリベ軍が勝利するとリベラはブラジルに亡命した。ロサスと敵対するイギリス、フランスは、この事態を憂慮して1845年8月にアルゼンチンの港湾を封鎖することでコロラド党とアルゼンチン統一派を支援したが、ロサスの頑強な抵抗の前に1849年にイギリスが、1850年にフランスが撤退すると、後ろ盾を失ったコロラド党政権は風前の灯火となった。
しかし、1845年に反乱者に恩赦を与えることによってリオ・グランデ・ド・スル州のファラーポス戦争を終結させ、再度ラ・プラタ地域への進出を画策していたブラジルのペドロ2世はこの状況を快く思わず、エントレ・リオス州知事だったウルキーサを支援してロサスへの蜂起を手助けした。1851年5月にロサス体制によって窮乏するリトラル諸州の利害を代表したウルキーサは蜂起し、ウルグアイのモンテビデオを包囲していたブランコ党軍を攻撃してコロラド党政権を立て直すと、1852年2月3日にブエノスアイレス郊外のカセーロスの戦いでロサス軍を破り、アルゼンチン、ウルグアイ両国での自由主義者の勝利という形で戦争は幕を閉じた。この戦いでウルグアイはブラジルに大きな借りを負ったために、ウルグアジャーナ（現ウルグアイアーナ、リオグランデ・ド・スル州）を始めとする、ウルグアイ北部のクアイレイム川流域の176,000km²をブラジルに割譲することとなった。

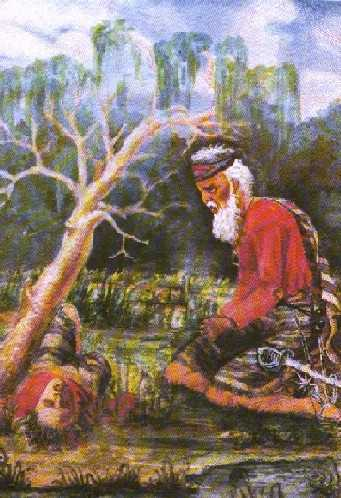
『我が子の遺体を看取るパラグアイ兵』ホセ・イグナシオ・ガルメンディア画。

大戦争後も両党の抗争は続き、1854年にはコロラド党のベナンシオ・フローレスが大統領に就任したものの、翌1855年にフローレスはクーデターにより失脚し、1860年にはブランコ党のベルナルド・プルデンシオ・ベロが大統領に就任した。しかし、アルゼンチンに亡命していたフローレスは、かつてブランコ党がロサスと同盟を結び、自由主義者を弾圧していたことを快く思わなかったアルゼンチンのバルトロメ・ミトレ大統領の支援を受けてウルグアイに侵攻し、伝統的にコロラド党と友好関係を築いていたブラジルもフローレスの侵攻を支援した。ベロ大統領はパラグアイのフランシスコ・ソラーノ・ロペス大統領に内政干渉からの助けを求め、ソラーノ・ロペスは一度はこれを断ったものの、翌1864年3月にブランコ党のアタナシオ・アギーレが再度援助を要請し、さらに同年10月にソラーノ・ロペスの警告を無視してブラジル軍が直接ウルグアイに侵攻すると、同年12月にソラーノ・ロペスはこれを受け入れてブラジルに宣戦布告した。
緒戦においてパラグアイ軍はコリエンテスを攻略し、さらにウルグアジャーナまでに至る破竹の進撃を続けたが、アルゼンチン連邦派をまとめていたカウディージョ、フスト・ホセ・デ・ウルキーサがロペスとの間に結んだ反乱の密約を反古にしたためアルゼンチンに宣戦布告せざるをえなくなり、さらにウルグアイでも1865年に2月にブランコ党政権がコロラド党と講和したために、再びフローレス政権が誕生した。1865年5月1日にブラジル、アルゼンチン、ウルグアイの三国同盟が結ばれると、三国同盟相手の戦争をせざるを得なくなったソラーノ・ロペスに勝機はなくなった。戦争は5年間の続き、1870年1月に敗走中のソラーノ・ロペスがセロ・コラーの戦いで戦死したことによって終結した。戦勝国となったアルゼンチンとブラジルはパラグアイから領土、労働力、政治的権利を分配したが、従属的な立場でこの戦争に参戦したウルグアイがパラグアイの崩壊と引き換えに得たものは何もなかった。
教育においては、共和国大学（1849）が設立されている。

## 近代化と軍政（1870年-1903年）
三国同盟戦争が終わると、緩衝国家の必要性を痛感したアルゼンチン、ブラジル両国の政策転換により、ウルグアイへの内政干渉が和らいだ。政治的にはコロラド党とブランコ党の二大政党制が定着したかに見えたが、安定には程遠く、しばしば両党が軍を率いての内戦となり、また、1875年から1890年まで軍部が政党から独自に軍事政権を樹立した。1880年代からスペイン人、イタリア人を始めとする多くの移民がヨーロッパから渡来すると、有刺鉄線の普及による19世紀後半の畜産業の発展及び鉄道網の拡大と相俟って経済は繁栄した。ウルグアイ経済の基盤となった大農園（エスタンシア）の多くはイギリスなどヨーロッパに住む不在地主によって経営されていた。
19世紀後半には国家の世俗化が進み、1885年には結婚が世俗化され、カトリック教会から国家の管轄となった。
文化面においては、それまで存在した土着の人々や黒人の舞踊や音楽などが、キューバのアバネラや黒人のカンドンベ、イタリア系移民の音楽などの影響を受け、1880年頃にブエノスアイレスとモンテビデオでタンゴが成立した。教育においては1876年に普通教育法が制定され、初等教育が義務教育として定められた。

## 南米のスイス（1903年-1955年）

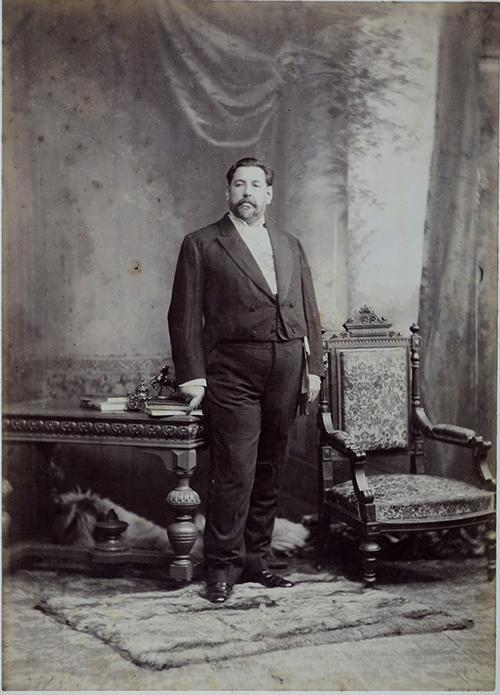
ホセ・バッジェ・イ・オルドーニェスは民主的改革を行い、ウルグアイを「南米のスイス」と呼ばれる福祉国家に変えた。

1903年にコロラド党からホセ・バッジェ・イ・オルドーニェスが大統領に就任すると、1904年1月にバッジェの政策に反発したブランコ党のアパリシオ・サラビアが反乱を起こし、バッジェ政権は崩壊の危機に立たされたが、9月にバッジェは内戦をコロラド党の勝利で終結させた。この後にバッジェはスイスをモデルとした改革を進め、内戦を繰り返す小国だったウルグアイはバッジェの改革により、ラテンアメリカでも稀な民主的な国家に変革した。第一次バッジェ政権は年金法（1904年）を制定するに留まったが、渡欧中の1907年には離婚法が制定され、1911年に成立した第二次バッジェ政権はラテンアメリカ初の8時間労働法（1915年）の成立や、電気、郵便事業などの国有化、教育の整備、社会保障の拡充を進め、労働者の保護に努めた。さらにバッジェは19世紀の内戦の原因を強力な大統領権にあると考察し、1918年憲法を制定して国家とカトリック教会の法的な分離と、大統領権を弱めた複数行政制の導入を図った。バッジェの治下では複数行政制は実現しなかったが、1951年にバッジェの願いは叶い、ウルグアイは大統領制を廃止した。バッジェは寡頭支配層の基盤を繰り崩すような農地改革を行わなかったといった問題点を残しつつも、福祉国家ウルグアイを建設し、ウルグアイは「南米のスイス」とも呼ばれるようになった。バッジェは1929年の世界恐慌の四日前に死去したが、バッジェの改革はそれまでの不安定だったウルグアイに二大政党制を安定させ、民主主義を定着させた功績を持つものである。バッジェの登場以降、バッジェの路線に沿ってウルグアイは、独裁政権や軍部のクーデターに脅かされる他のラテンアメリカ諸国とは異なる、独自の運命を辿ることになった。事実、隣国のアルゼンチンやブラジルが1930年代から不安定な歴史を辿るのに対し、ウルグアイの民主政治は1973年のクーデターまで継続することになったのである。
憲法制定百周年目の1930年にモンテビデオで開催された第一回FIFAワールドカップでウルグアイ代表はアルゼンチン代表を破り、世界初のワールドカップ優勝国となった。一方、1929年の世界恐慌により、経済を農牧産品の輸出に依存していたウルグアイも大打撃を受けた。
1931年にコロラド党からガブリエル・テラが大統領に就任した。1932年には女性参政権が認められたが、テラは複数行政制度を崩壊させるために1933年3月に自己クーデターを起こし、独裁を開始した。親ファシズム的な傾向を有していたテラは1934年に新憲法を制定して言論や労働運動の弾圧を行い、スペイン内戦に際してはスペインのフランシスコ・フランコ政権との友好関係を保ったが、ウルグアイ国民がこのような政策を望んでいなかったために、1938年の選挙で敗れ、辞任した
。

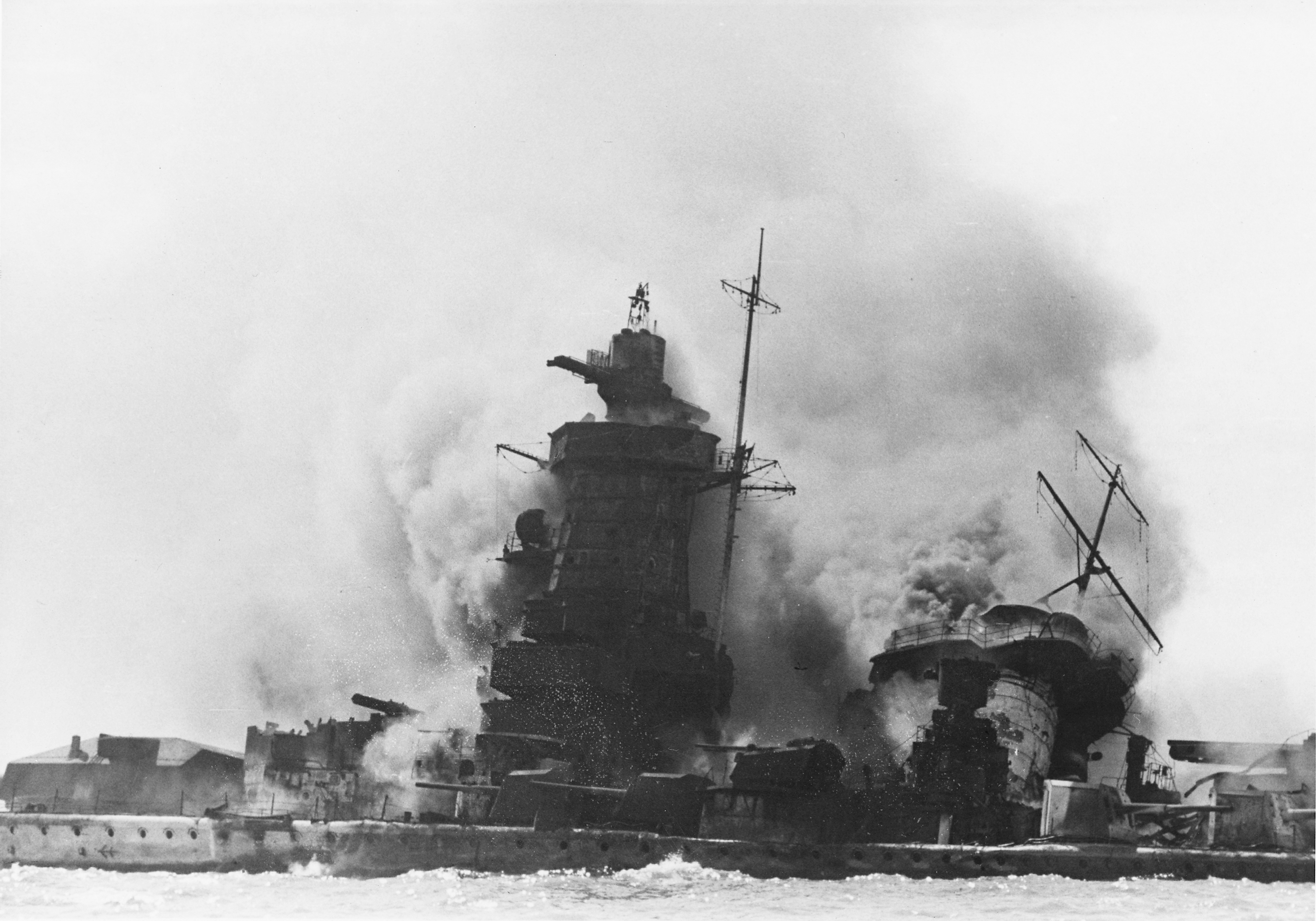
モンテビデオ沖で自沈する戦艦シュペー号。

1938年にコロラド党民主派からアルフレド・バルドミールが大統領に就任すると、バルドミールは親ファシズム外交を改め、国内の民主化に努めた。第二次世界大戦が勃発するとウルグアイは親連合国姿勢を採り、ラ・プラタ沖海戦でナチス・ドイツのポケット戦艦アドミラル・グラーフ・シュペーが中立国だったウルグアイのモンテビデオに入港した際も、親連合国的な中立外交を貫いた。グラーフ・シュペーは英独宇三国の外交戦の末にモンテビデオ沖で自沈した。
第二次世界大戦後、1947年にコロラドからバッジェの甥のルイス・バッジェ・ベレスが大統領に就任した。ルイス・バッジェの下では急速な工業化が進み、福祉国家の実現が図られた。ルイス・バッジェは故バッジェの意志を継いで1951年に憲法を改正し、大統領制を廃止して9人の委員からなる国民執政委員会（コレヒアード）により行政を行うウルグアイ独自の新制度を導入した。

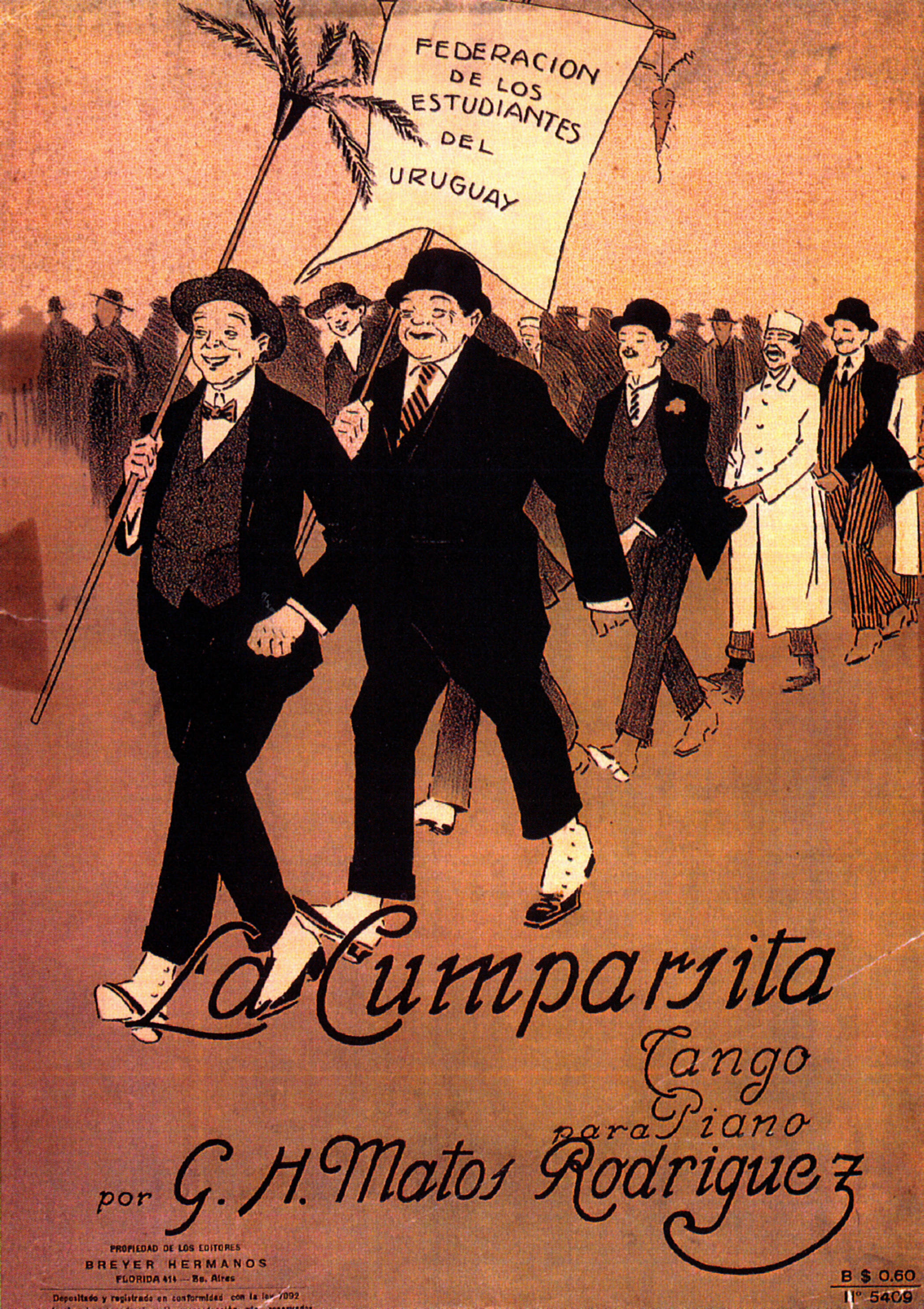
「ラ・クンパルシータ」の楽譜。

文化面では、文学において19世紀末から20世紀初頭にかけてモデルニスモ文学がウルグアイでも隆盛を迎えた。詩の分野ではフリオ・エレーラ・イ・レイシグが活躍し、散文においてもエドゥアルド・アセベド・ディアス、ハビエル・デ・ビアナ、カルロス・レイレス、オラシオ・キロガらが活動した。また、モデルニスモ文学で重要な役割を果たしたホセ・エンリケ・ロドーは『アリエル』（1900）でアリエル主義を唱え、アメリカ合衆国の物質文明と対比して、ラテンアメリカの精神文明を称揚した。後期モデルニスモにおいてはフアナ・デ・イバルボウロウとデルミラ・アグスティーニの二人の女流詩人が活動した。モデルニスモの後は『井戸』（1939）のフアン・カルロス・オネッティや、フェリスベルト・エルナンデスなどが活動した。音楽においては、アルゼンチン勢のヨーロッパでの成功も助けとなり、ウルグアイのタンゴも国際的に成功を収めた。この時期にはヘラルド・マトス・ロドリゲスの「ラ・クンパルシータ」（1917）のような曲が生まれた。
1950年にブラジルで開催された第四回FIFAワールドカップでウルグアイ代表はブラジル代表を破り、二度目の優勝を遂げた。

## 衰退と社会不安の時代（1955年-1973年）
このように、民主化と福祉国家の建設が進んだウルグアイだったが、朝鮮戦争が終結した後の1955年から、モノカルチャー国家ウルグアイの主産業だった農牧品の世界需要が低下したため輸出が激減し、さらに国内市場の狭隘さから輸入代替工業化が行き詰まりを迎え、社会福祉費用の負担が財政を追い込んだ。

トゥパマロスの旗。

経済危機が進む中、この頃には既に伝統的な二大政党が民衆から遊離していたことを反映し、1959年のキューバ革命の影響もあって1962年にはラウル・センディックによってゲリラ組織トゥパマロスが結成された。トゥパマロスはブラジルのカルロス・マリゲーラの理論に影響を受けて都市ゲリラ戦術を採用し、モンテビデオでゲリラ戦を繰り広げた。このような危機を受けて、1966年にトゥパマロスへの対応と経済を立て直すための行政効率向上のために、ウルグアイが誇った国民執政委員会は廃止された。1967年にはコロラド党からオスカル・ヘスティード大統領が就任したが急死し、副大統領のホルヘ・パチェコ・アレコが大統領に昇格した。
南米最強のゲリラと呼ばれたトゥパマロスは次第に国民の支持を集め、1971年の大統領選挙でトゥパマロスが支持を表明した左翼政党の拡大戦線は全国で18%、首都モンテビデオでは31%の支持を得た。同選挙で拡大戦線が敗北するとトゥパマロスの攻撃は激化したため、ウルグアイ議会は1972年4月に内戦状態を宣言し、軍と警察が総力を挙げてトゥパマロスを弾圧し、同年9月にはセンディックら幹部が逮捕され、トゥパマロスは壊滅した。
文化面では、文学においては『収奪された大地 ラテンアメリカ五百年』（1971）で知られるジャーナリストのエドゥアルド・ガレアーノなどが活動した。

## 軍事政権時代（1973年-1985年）
フアン・マリーア・ボルダベリー大統領はトゥパマロスの弾圧を軍部に頼り、左翼勢力を壊滅に追いやったが、このことは副作用として軍部の発言力の増大をもたらした。1973年6月にはボルダベリーと結んだ軍部のクーデターにより軍部が政治の実権を握り、官僚主義的権威主義体制とみなしうる軍事政権が成立した。軍部はボルタベリーに代わって直接政権を獲得することを望み、1976年にはボルタベリーは追放され、アパリシオ・メンデスが大統領に就任した。メンデス政権は新自由主義的な政策の下で経済を回復しようとし、経済政策はマクロ的には成功を収め、高度成長を達成したが、他方で国内の失業率は1977年の時点で11.8%にまで拡大した。さらに、1982年の時点で人口296万人のウルグアイで、軍と警察を合わせて10万人が治安組織の要員、市民社会の中から10万人が密告者という異常な警察国家体制の下で密告が奨励され、左翼系、あるいは全く政治活動に関係のない市民への弾圧が進んだ。こうした軍事政権の弾圧を嫌い、国民の約17%に相当する約50万人のウルグアイ人が国外に移住した。
1981年に軍部は軍の政治介入を合法化する憲法改正を実行しようとしたが、この体制は国民投票により否決された。このため1981年に大統領に就任したグレゴリオ・アルバーレス将軍は1985年の民政移管を発表し、1984年にコロラド党、軍部、拡大戦線によって締結された「海軍クラブ合意」に基づいて、ウルグアイは再び民主化の道を軍部主導で歩むことになった。

## 民政移管以降（1985年-）

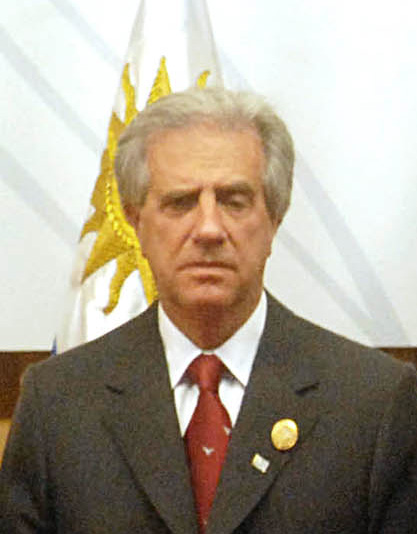
拡大戦線のタバレ・バスケス大統領。

1984年に行われた選挙ではコロラド党が勝利し、翌1985年にコロラド党のフリオ・マリア・サンギネッティが大統領に就任し、民政移管が完了した。民政移管後は他国と同様に、軍事政権下で人権侵害に関わった軍人や、テロ活動を行ったトゥパマロスの組織員の恩赦が大きな問題となったが、1988年に恩赦は国民投票で承認された。
1990年にはブランコ党からルイス・アルベルト・ラカージェが大統領に就任した。ラカージェ政権では1990年代のラテンアメリカで猛威を奮っていた新自由主義が国民投票で否決された。また、域内の経済統合が進み、1991年3月26日にアルゼンチン、ブラジル、パラグアイと共にアスンシオン条約を締結し、メルコスールの設立が宣言された。1995年にメルコスールが正式に発足するとモンテビデオに事務局が置かれた。
1995年にはコロラド党から第二次サンギネッティ政権が成立した。コロラドは2000年の大統領選挙でもホルヘ・バッジェのもと政権を維持したが、2001年のアルゼンチン金融危機の影響を受けて経済は大打撃を受けた。
2005年の大統領選挙では拡大戦線からタバレ・バスケスが勝利し、建国以来続いたコロラド党とブランコ党の二大政党制に終止符を打った。

## 脚註

### 註釈
1. ↑  当時のスペイン語でインド人を意味した。
2. ↑  奴隷制の続いていたブラジルはパラグアイ人の捕虜を奴隷にした。
3. ↑  エスタジオ・ド・マラカナンでウルグアイは逆転優勝したが、ホームでの敗北にブラジル人は大ショックを受け、「マラカナンの悲劇」と呼ばれる事件に発展した。